# Битва Мэри Кэй
«Битва Мэри Кэй» (англ. Hell on Heels: The Battle of Mary Kay) — американский комедийный телефильм.

## Сюжет
Мэри Кэй Эш — «королева» косметики, основательница косметической компании «Мэри Кэй», узнаёт, что появляется молоденькая выскочка Джинджер Хёз. Джинджер Хёз начинает свой косметический бизнес и тем самым отодвигает «Мэри Кэй» на второе место. Мэри Кэй Эш сильно разгневана, она готова на всё, чтобы вернуть своей компании былую славу, но появляется третья конкурентка Лекси Вилсокс. Она открывает свою косметическую фирму. Мэри Кэй и Джинджер Хёз объединяются, чтобы убрать с дороги их общую соперницу.

## В ролях
| Актёр         | Роль           |
| ------------- | -------------- |
| Ширли Маклейн | Мэри Кэй Эш    |
| Шеннен Доэрти | Лекси Вилсокс  |
| Паркер Поузи  | Джинджер Хёз   |
| Роберт Томсон | Ричард Роджерс |
| Берри Флатмэн | Дик Хёз        |

## Номинации
- «Золотой глобус» — Ширли Маклейн, как лучшая актриса телевизионного фильма (2003).
- «Золотой глобус» — Паркер Поузи, как лучшая актриса второго плана телевизионного фильма (2003)[1].